# Турійськ (станція)
Турі́йськ — лінійна вантажно-пасажирська залізнична станція Рівненської дирекції Львівської залізниці.
Розташована у с-щі Турійськ Турійського району Волинської області на лінії Ковель — Сапіжанка між роз'їздом Люблинець-Волинський (13 км) та станцією Овадне (19 км).
Станцію Турійськ було відкрито 1908 року при будівництві лінії Ковель — Володимир. На станції зупиняються приміські потяги та потяги далекого сполучення.